# Desmodema polystictum
Desmodema polystictum är en fiskart som först beskrevs av Ogilby, 1898.  Desmodema polystictum ingår i släktet Desmodema och familjen vågmärfiskar. Inga underarter finns listade i Catalogue of Life.